# Ист Ривер
Ист Ривер (енгл. East River, у преводу „Источна река“) је мореуз у Њујорку.
Ист Ривер повезује Горњи њујоршки залив са естуаром залива Лонг Ајленд, а раздваја острво Лонг Ајленд (Квинс и Бруклин) од других делова Њујорка (Менхетн, Бронкс) на северноамеричком копну.

## Историја
Канал је настао пре око 11.000 година деловањем ледника.
Пошто повезује залив Лонг Ајленд (популарно називан само Залив, енгл. Sound) са заливом, раније су Ист Ривер називали Саунд Ривер (енгл. Sound River).
Део Ист Ривера који раздваја Менхетн и Бруклин је био један од најпрометнијих водених путева на свету. Тек се након отварања Бруклинског моста, 1883. године, број трајеката смањио.

## Канал
У северном делу Ист Ривера, Бруклинска река се улива у њега.
Иако је ово само мореуз, он је опасан ако неко покуша да плива кроз њега, или ако неко случајно упадне.
Брзина воде у Ист Риверу је око 4 чвора, а евентуални пливачи би имали врло мало места на којима би могли да изађу на обалу.
Чак и искусне пливаче би матица одвукла ка океану.
У самом Ист Риверу се налази више острва, од којих је најпознатије Рузвелтово острво.
Надомак обала Ист Ривера налази се седиште Уједињених нација.